# Jakobuskirche (Iba)

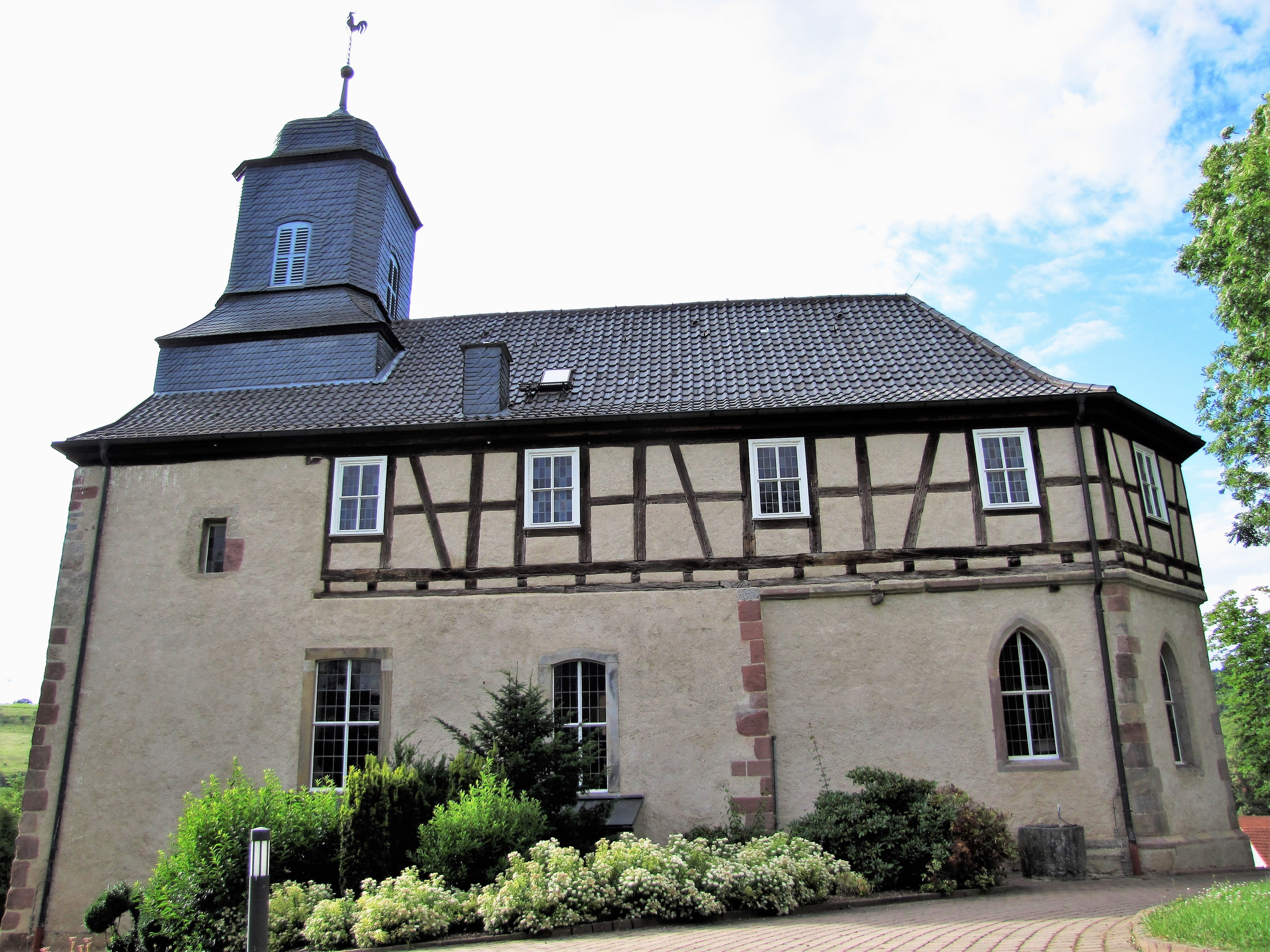
Jakobuskirche (Südostseite)

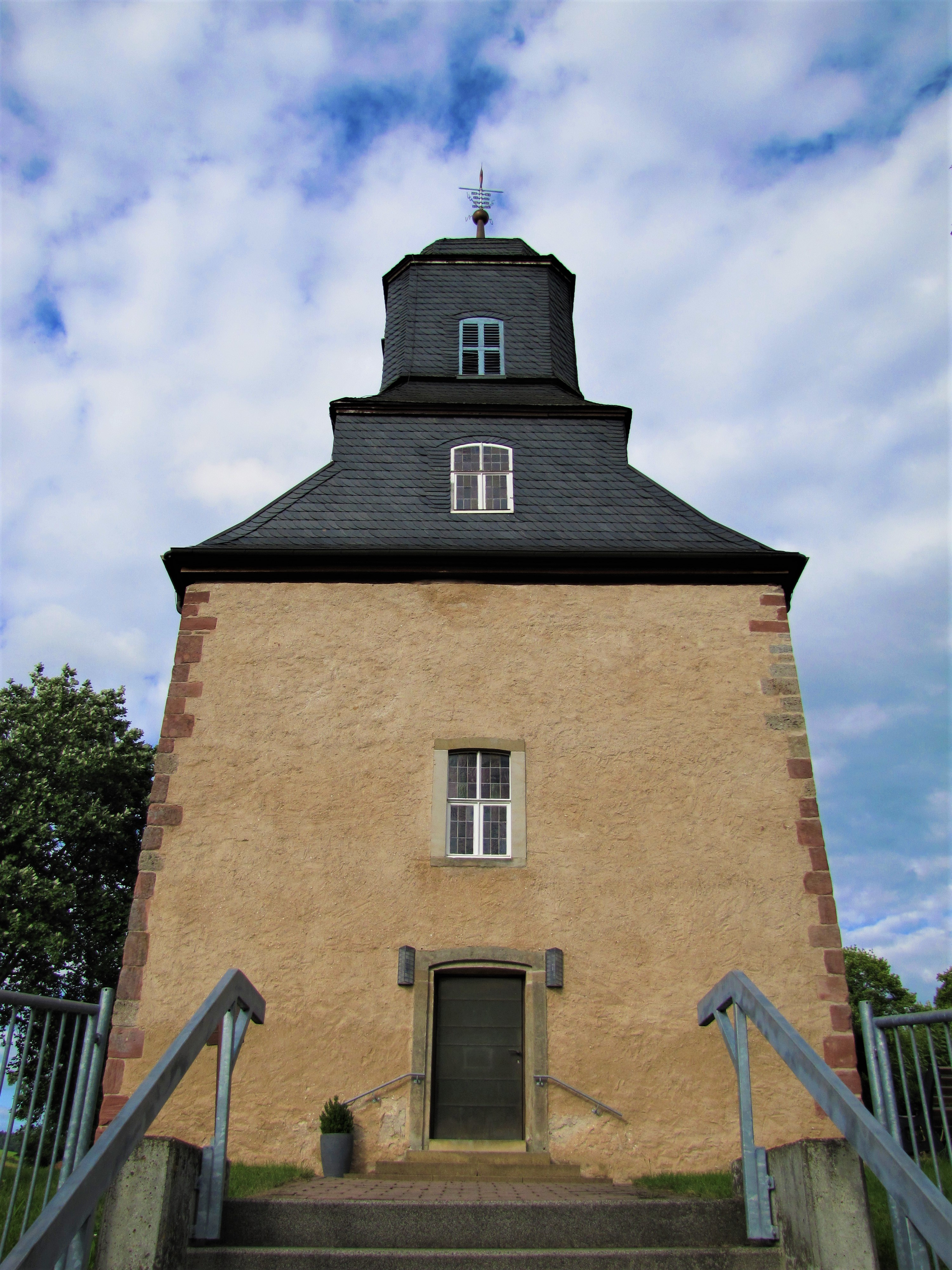
Jakobuskirche (Hauptportal)

Die evangelische Jakobuskirche in Iba, einem Stadtteil von Bebra im Landkreis Hersfeld-Rotenburg in Osthessen, ist die Kirche des Ortes und zugleich Friedhofskapelle.

## Geschichte und Bauwerk
Für das Jahr 1139 belegt eine Urkunde der Abtei Hersfeld eine Holzkapelle in Iba. Etwa hundert Jahre später wurde die Kapelle durch eine romanische Steinkirche ersetzt. Das Jakobus-Patrozinium bezieht sich auf einen Zweig des Jakobswegs. Im Hochaltar der Kirche wurden Reliquien des Apostels verehrt. Durchreisende Pilger brachten Spenden für den Heiligen, um seine Fürsprache zu gewinnen. Gegen Ende des 14. Jahrhunderts erhielt die Kirche einen gotischen Chor. Aus derselben Zeit stammt ein Relief des Hauptes Christi über der Sakramentsnische.
Im Jahr 1700 wurde die Kirche in Fachwerkbauweise aufgestockt. Dadurch erreichte das Langhaus der Saalkirche die gleiche Höhe wie der Westturm, überragt nur von der barock bekrönten Laterne. 1780 erweiterte man die kleinen romanischen Fensteröffnungen.
2002 erfolgte eine Sanierung des Gebäudes mit Erneuerung von Außenputz und Innenbemalung.

## Ausstattung
Der hölzerne Abendmahlstisch und das Gestühl stammen von 1971.

## Orgel
Bedeutendstes Ausstattungsstück ist die weitgehend original erhaltene Orgel in mitteltöniger Stimmung, eine der wertvollsten im Kirchenkreis Hersfeld-Rotenburg. Das kleine Barockinstrument mit sieben Manual- und zwei Pedalregistern ist ein Werk von Johann Eberhard Dauphin aus dem Jahr 1715. Auf das 19. Jahrhundert geht das Register Octavbass 8′ zurück. Die Orgel wurde 1981 von der Firma Gerald Woehl restauriert. In diesem Zuge wurden die im Ersten Weltkrieg abgelieferten verlorenen Prospektpfeifen des Prinzipal 8′ und die dreifache Mixtur rekonstruiert sowie die Windladen auf den ursprünglichen Zustand zurückgeführt. Der fünfachsige Prospekt hat einen polygonalen, überhöhten Mittelturm. Zwei kleine Pfeifenflachfelder vermitteln zu den mittelgroßen Spitztürmen. Über den beiden Flachfeldern ist ein Feld mit Schleierwerk angebracht, das durch eine profilierte Kämpferleiste abgesetzt ist. Durchbrochenes Schnitzwerk aus Akanthusranken schließt alle Pfeifenfelder nach oben ab und bildet in Form von ausladenden Blindflügeln den seitlichen Abschluss. Das durchlaufende profilierte Kranzgesims wird von zwei hessischen Löwen bekrönt, die sich an den Mittelturm anlehnen. Die Disposition lautet wie folgt:
| I Manual CD–c3 |      |
| Quintade       | 16′  |
| Prinzipal      | 8′   |
| Gedackt        | 8′   |
| Spitzflöte     | 4′   |
| Quint          | 3′   |
| Octav          | 2′   |
| Mixtur III     | 1⁄2′ |

| Pedal CD–c1 |     |
| Subbass     | 16′ |
| Oktavbass   | 8′  |

- Koppel: I/P
- Tremulant